# Coghinas
De Coghinas  (Sardijnsː Cuzina) is met een lengte van 116 km de op twee na langste rivier van Sardinië, na de Tirso en de Flumendosa, maar de Coghinas wordt enkel door de Tirso voorafgegaan voor de grootte van de oppervlakte van het stroomgebied en wordt enkel door de Flumendosa voorafgegaan voor het gemiddelde debiet.
De rivier is sinds 1926 afgedamd ter hoogte van de Muzzonedam, waardoor het Coghinasmeer kon ontstaan, een stuwmeer met een capaciteit van 254 miljoen kubieke meter water. Aan de dam werd in 1926 een waterkrachtcentrale gebouwd.
De Coghinas ontspringt op het plateau van Buddusò, maar verzamelt het water van talrijke zijrivieren, waaronder de Rio Biralotta, de Rio de s'Elema en de Rio Altana. De Coghinas mondt uit in de Middellandse Zee in de Golf van Asinara, in de buurt van Valledoria.
De term Coghinas, wat in het Logudorese "keukens" betekent, is afgeleid van de aanwezigheid van warmwaterbronnen die stromen in Casteldoria, een gehucht in de buurt van Santa Maria Coghinas, die een thermaal badencomplex faciliteren dat al in de Romeinse tijd bekend was. De aanwezigheid van zout-broom-jodiumwater dat stroomt met een temperatuur van 76 °C heeft de ontwikkeling mogelijk gemaakt van modern uitgeruste structuren die, samen met de schoonheid en rijkdom van de flora en fauna van de plaatsen en de aanwezigheid van beschermde gebieden, het potentieel voor toeristische ontwikkeling van het gebied vergroten, gelegen op minder dan 10 km van de stranden van de Golf van Asinara.
Karpervissen wordt sinds 2006 beoefend, terwijl het voor natuur- en sportliefhebbers mogelijk is om de hele loop van de rivier van de thermale baden van Casteldoria tot aan de monding bij Valledoria per kano of kajak af te dalen.

Thermaal kuuroord aan de oever van de Coghinas